# Notholaena brevistipes
Notholaena brevistipes är en kantbräkenväxtart som beskrevs av John T. Mickel. Notholaena brevistipes ingår i släktet Notholaena och familjen Pteridaceae. Inga underarter finns listade.